# Administración militar en la Unión Soviética
La Administración militar en la Unión Soviética (en alemán: Militärverwaltung in der Sowjetunion) fue una administración militar alemana en las partes de la Unión Soviética ocupadas por los alemanes que existió desde el 22 de junio de 1941 hasta agosto de 1944.

## Antecedentes y planificación
Durante las primeras etapas de la planificación de la invasión de la Unión Soviética, la Operación Barbarroja, se concibió que las zonas de retaguardia detrás de las líneas del frente estarían subordinadas a los respectivos ejércitos, como lo habían hecho durante la invasión de Polonia. Sin embargo, a principios de abril de 1941, los planificadores militares decidieron limitar las áreas de jurisdicción del ejército, y la mayor parte del territorio estaría controlado por las Áreas de Retaguardia del Grupo de Ejércitos.
Los planificadores previeron que los territorios ocupados pasarían rápidamente a la administración civil; por lo tanto, las directivas pedían que los comandantes de las Áreas de Retaguardia del Grupo de Ejércitos se concentraran en la seguridad de las líneas de comunicación y de las instalaciones militares importantes, como depósitos de almacenamiento y aeródromos. Las Áreas de Retaguardia del Grupo de Ejércitos también eran responsables del traslado de prisioneros de guerra a la retaguardia.

## Organización militar
Los comandos de la zona de retaguardia del Grupo de Ejércitos Norte, del Grupo de Ejércitos Centro y del Grupo de Ejércitos Sur eran responsables de la seguridad de la zona de retaguardia en sus respectivas áreas de operación. Cada uno tenía un cuartel general subordinado al grupo de ejército correspondiente, al mismo tiempo que dependía del intendente general de la Wehrmacht, Eduard Wagner, quien era responsable de la seguridad de retaguardia. Cada Zona de Retaguardia del Grupo de Ejércitos contaba con una compañía de propaganda, para actividades de propaganda dirigidas a la población civil.

## Guerra de seguridad y atrocidades
Los deberes de los comandantes de área incluían la seguridad de las comunicaciones y las líneas de suministro, la explotación económica y la lucha contra las guerrillas (partisanos) en las zonas de retaguardia de la Wehrmacht. Además de las fuerzas de seguridad de la Wehrmacht, en las mismas zonas operaban formaciones de las SS y del SD, bajo el mando de los respectivos jefes superiores de las SS y de la policía. Estas unidades incluían destacamentos de Einsatzgruppen, tres regimientos de policía (Norte, Centro y Sur), las unidades Waffen-SS del Kommandostab Reichsführer-SS y adicionales Ordnungspolizei (Batallones de Policía del Orden), unidades que perpetraron asesinatos en masa durante el Holocausto en las áreas de jurisdicción militar.